# Man on a Tightrope
Man on a Tightrope este un film american din 1953 regizat de Elia Kazan. Rolurile principale au fost interpretate de actorii Fredric March, Terry Moore și Gloria Grahame. Scenariul este scris de Robert E. Sherwood după Man on a Tightrope: The Short Novel (1953) de Neil Paterson. A intrat în concurs la cea de-a treia ediţie a Festivalului de Film de la Belin (Berlinale).
Romanul lui Paterson s-a bazat pe o poveste a sa adevărată despre evadarea de la Circus Brumbach din Germania de Est din 1950. Membri ai Circus Brumbach au apărut în versiunea cinematografică.

## Distribuție
- Fredric March - Karel Cernik
- Terry Moore - Tereza Cernik
- Gloria Grahame - Zama Cernik
- Cameron Mitchell - Joe Vosdek
- Adolphe Menjou - Fesker
- Robert Beatty - Barovic
- Alexander D'Arcy - Rudolph
- Richard Boone - Krofta
- Pat Henning - Konradin
- Paul Hartman - Jaromir
- John Dehner - the SNB chief

## Producție
Filmările au avut loc în Bavaria, Germania, au fost folosite acte autentice, iar întregul Circus Brumbach a fost folosit pentru producție.